# Bačka eparhija
Bačka eparhija (Bačka srpska pravoslavna eparhija) ili Eparhija bačka crkvena je oblast koja danas obuhvaća samo Bačku, ali je do 1991. godine obuhvaćala i Baranju (koja otada pripada Osječkopoljskoj i baranjskoj eparhiji).

## Osnutak
Bačka eparhija osnovana je u 16. stoljeću. Prvo sjedište eparhije bilo je u Segedinu, zatim u manastirima Bođanima i Kovilju, a od početka 18. stoljeća u Novome Sadu. Kad je 1713. godine ukinuta Jegarska eparhija, njeno područje pripojeno je Bačkoj eparhiji te se i episkop bački nazivao bačko-segedinski i jegarski. 

## Baranja
Poslije Prvog svjetskog rata Bačka eparhija izgubila je dio svoga područja u Mađarskoj, koji je pripojen Budimskoj eparhiji, a od ove je dobila tada jugoslavenski (a danas hrvatski) dio Baranje.

## Ustroj Eparhije
Bačka eparhija imala je 1964. godine 101 parohiju, tri manastira (Bođani, Kovilj, Sveti Stefan u Somboru), 108 crkava i 84 svećenika. Danas je episkop bački gospodin Irinej. 